# Pieni Linnasaari (ö i S:t Michel, lat 61,55, long 27,94)
Pieni Linnasaari är en ö i Finland. Den ligger i sjön Saimen och i kommunerna Puumala och Jockas och landskapet Södra Savolax, i den södra delen av landet, 220 km nordost om huvudstaden Helsingfors. Öns area är 0,3 hektar och dess största längd är 70 meter i nord-sydlig riktning.